# Metaphycus sandro
Metaphycus sandro – gatunek błonkówki z rodziny suskowatych.
Gatunek ten został opisany w 2016 roku przez G. Dżaposzwiliego na podstawie pięciu samic, odłowionych w Parku Narodowym Waszlowani.
Bleskotka o ciele długości od 0,9 do 1,7 mm. Ubarwiona żółto z prawie brązowymi: potylicą, zapleczem, pozatułowiem i większą częścią czułków. Grzbietowa strona gaster brązowawa, z wyjątkiem dwóch pierwszych tergitów. Na 3,8 do 4 razy szerszej od frontovertex głowie przyoczka rozstawione są na planie ostrokątnego trójkąta. Długość biczyka czułków wraz z buławką prawie równa szerokości głowy. Człony funiculusa od pierwszego do czwartego co najmniej prawie kwadratowe. Tylko środkowa para goleni ma po dwie, ledwo widoczne plamki. Tylna para odnóży ma ledwo widocznie przyciemnioną nasadowe ćwierci goleni.
Gatunek znany wyłącznie z Gruzji.